# Saxifraga camposii
Saxifraga camposii là một loài thực vật có hoa trong họ Saxifragaceae. Loài này được Boiss. & Reut. miêu tả khoa học đầu tiên năm 1852.